# لورانس ديلون
لورانس ديلون (بالإنجليزية: Lawrence Dillon)‏ هو ملحن أمريكي، ولد في 3 يوليو 1959.

## وصلات خارجية
- الموقع الرسمي